# Nososticta cyanura
Nososticta cyanura – gatunek ważki z rodziny pióronogowatych (Platycnemididae).